# Фраскароло
Фраскароло (итал. Frascarolo) је насеље у Италији у округу Павија, региону Ломбардија.
Према процени из 2011. у насељу је живело 1112 становника. Насеље се налази на надморској висини од 92 м.

## Становништво
Према резултатима пописа становништва 2011. у општини је живело 1.214 становника.
| 1931. | 1936. | 1951. | 1961. | 1971. | 1981. | 1991. | 2001. | 2011. |
| ----- | ----- | ----- | ----- | ----- | ----- | ----- | ----- | ----- |
| 1.779 | 1.722 | 1.727 | 1.641 | 1.423 | 1.335 | 1.329 | 1.321 | 1.214 |